# Teatr Wielki

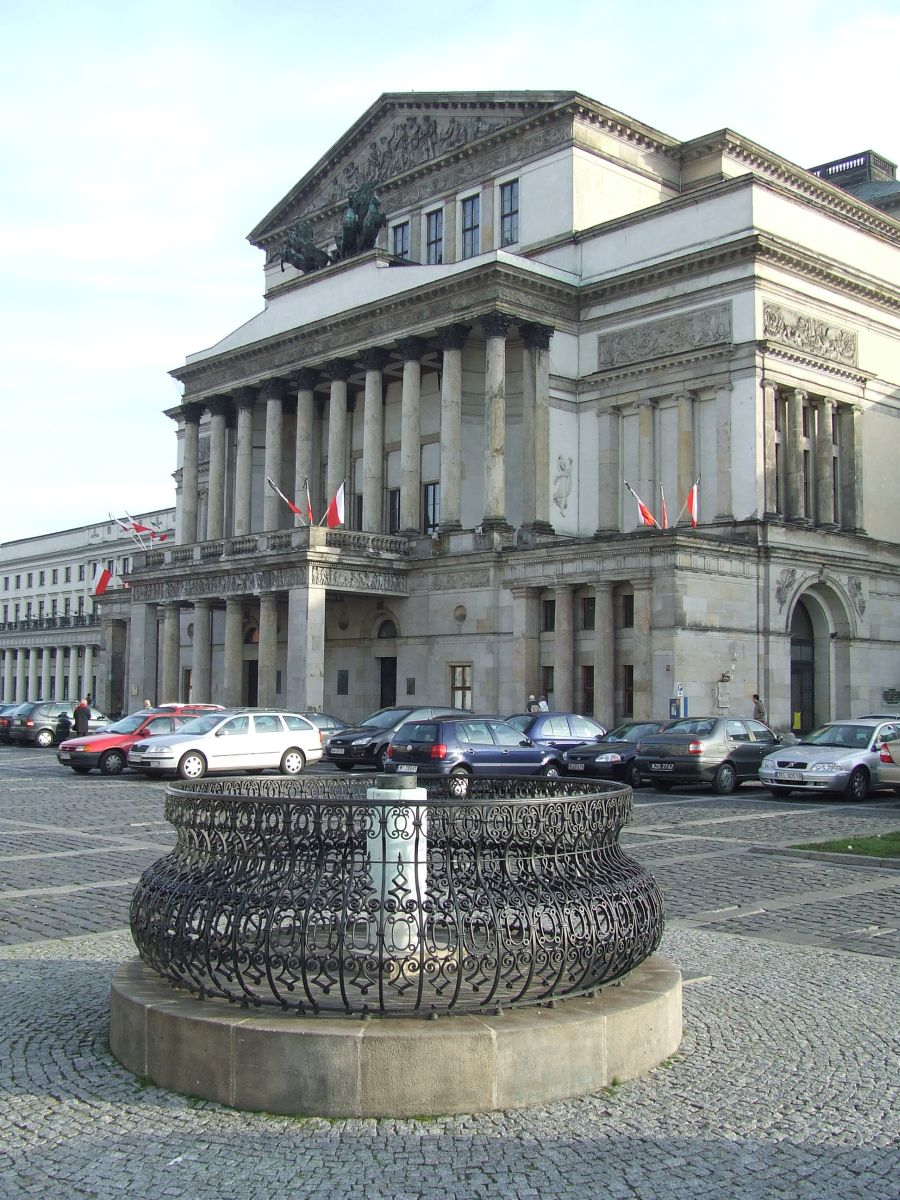
Teatr Wielki, 2007

Het Teatr Wielki in Warschau is een 19e-eeuws opera- en ballettheater in Warschau. De Poolse Nationale Opera en het Poolse Nationale Ballet zijn hier gevestigd. Het gebouw werd tussen 1825 en 1833 gebouwd naar een ontwerp van de Italiaanse architect Antonio Corazzi.
Het hoofdtoneel bevindt zich in het Moniuszko-auditorium, en biedt 1.828 zitplaatsen. Een kleiner toneel bevindt zich in het Młynarski-auditorium, en heeft 248 zitplaatsen. De voormalige balzalen (Redutowe-kamers) op de eerste verdieping huisvest het enige theatermuseum van Polen.

## Geschiedenis
Het gebouw werd diverse keren verbouwd. Tijdens het Beleg van Warschau in 1939 werd het gebouw gebombardeerd en bijna compleet verwoest. Alleen de oorspronkelijke classicistische gevel bleef bewaard.
Tussen 1945 en 1965 werden de voorstellingen elders gegeven terwijl het theater werd hersteld en uitgebreid volgens ontwerpen van Bohdan Pniewski.
In 2002 werd de gevel bekroond met een beeld van Apollo's Quadriga, zoals Antonio Corazzi het 180 jaar geleden voor ogen had. De sculptuur is een eigentijds ontwerp van Adam Myjak en Antoni J. Pastwa.
Waldemar Dąbrowski, die tussen 2002 en 2005 als Pools minister van cultuur diende, was generaal directeur in de seizoenen 1998 tot 2002 en opnieuw vanaf oktober 2008. De artistiek directeur van de Poolse Nationale Opera is regisseur Mariusz Treliński, die die post voor het eerst bekleedde in het seizoen 2005-2006, en in oktober 2008 opnieuw benoemd werd.
In maart 2009 werd de Poolse choreograaf Krzysztof Pastor aangewezen als directeur van het balletgezelschap van het theater. Onder zijn management ontving het ballet van de opera de artistieke autonomie die het al zo lang begeerde. Op 29 april 2009 verkreeg het balletgezelschap, op een motie van Waldemar Dąbrowski, van de minister van Cultuur, Bogdan Zdrojewski, een eigen status binnen de structuur van het theater, en werd het verheven tot het Poolse Nationale Ballet, een gelijke partner van de Poolse Nationale Opera in het Teatr Wielki.